# Dasjusz
Dasjusz – święty Kościoła katolickiego, męczennik wczesnochrześcijański.
O świętym wymienianym w Martyrologium Rzymskim, a wcześniej przez Cezarego Baroniusza przetrwało niewiele informacji. Pewne są pamiątki wczesnego kultu pochodzące już z czasów starożytnych, w tym zachowane nagrobne inskrypcje w Ankonie. Niemniej nie jest znana data urodzin czy śmierci Dasjusza w Durostorum, leżącej w rzymskiej prowincji Mezji.
Miało wiarygodne świadectwo męczeńskiej śmierci za odmowę uczestnictwa w Saturnaliach pochodzi z wczesnego Passio.
Wspominany jest 20 listopada.